# Ејтенс (Илиноис)
Ејтенс (енгл. Athens) град је у америчкој савезној држави Илиноис. По попису становништва из 2010. у њему је живело 1.988 становника.

## Демографија
Према попису становништва из 2010. у граду је живело 1.988 становника, што је 262 (15,2%) становника више него 2000. године.
| Група             | 2000.         | 2010.         |
| Белци             | 1.684 (97,6%) | 1.900 (95,6%) |
| Афроамериканци    | 7 (0,4%)      | 12 (0,6%)     |
| Азијати           | 4 (0,2%)      | 11 (0,6%)     |
| Хиспаноамериканци | 22 (1,3%)     | 31 (1,6%)     |
| Укупно            | 1.726         | 1.988         |